# ارتم یارمولنکو
ارتم یارمولنکو (اوکراینی: Артем Олегович Ярмоленко؛ زادهٔ ۱۸ ژانویهٔ ۱۹۹۸) بازیکن فوتبال است.
از باشگاه‌هایی که در آن بازی کرده‌است می‌توان به باشگاه فوتبال لیریا اشاره کرد.
وی همچنین در تیم‌های ملی فوتبال Ukraine national under-18 football team و Ukraine national under-19 football team بازی کرده‌است.